# The Smile Sessions
The Smile Sessions es un álbum recopilatorio y box-set por el icónico conjunto de rock norteamericano, The Beach Boys. Este material, lanzado bajo el sello Capitol Records el 31 de octubre de 2011, funge como una secuela de The Pet Sounds Sessions (1997). En esta ocasión, se enfoca en las sesiones inconclusas del álbum inédito Smile, cuyo proceso de grabación tuvo lugar entre 1966 y 1967. Incluye tanto extractos notables como fragmentos no utilizados, con las primeras 19 pistas conformando una propuesta tentativa del álbum completo Smile.
Este conjunto es el primer y único dedicado exclusivamente a las grabaciones originales de Smile producidas en la década de 1960 por Brian Wilson, y se presenta después de varias décadas de expectación del público y numerosos intentos fallidos de finalización. La realización de este proyecto estuvo principalmente en manos de los ingenieros de sonido Alan Boyd y Mark Linett, junto con el director de A&R de Capitol, Dennis Wolfe. Brian Wilson desempeñó un papel de supervisión a distancia, asistiendo a los ingenieros con ciertas decisiones de mezcla. En un momento previo, Wilson había concluido un álbum en solitario basado en Smile en 2004, el cual sirvió como referencia para la creación de The Smile Sessions. A pesar de que Wilson afirmó posteriormente que esta compilación no se desvía considerablemente de su visión original, manifestó su preferencia por su versión de 2004.
The Smile Sessions fue objeto de una aclamación crítica prácticamente unánime tras su publicación. En 2012, se posicionó en el número 381 en la lista de Rolling Stone de los mejores álbumes de todos los tiempos y en 2013, obtuvo el Premio Grammy al Mejor Álbum Histórico. En 2017, le siguió 1967 - Sunshine Tomorrow, considerado su sucesor.

## Historia
A principios de febrero de 2011, Al Jardine fue el primero en hablar de la histórica reedición de SMiLE, la cual dijo que se iba a producir en el verano del presente año. En marzo se comunicó que su lanzamiento iba a ser producido en parte por el ingeniero de sonido Mark Linett y por Alan Boyd. Se titularía The Smile Sessions (para marcarle una diferencia al SMiLE de Brian Wilson). La publicación se encuentra constituida por tres ediciones diferentes: un álbum doble (en CD), un álbum digital para iTunes, y un box set de cuatro CD, dos LP de vinilo y dos sencillos (de vinilo también), con un libro de sesenta páginas, escrito por Domenic Priore, el biógrafo de The Beach Boys.
A este respecto, Brian Wilson ha declarado:

Estoy muy ansioso con la salida de esta colección de las grabaciones originales y espero que los fanáticos puedan escuchar las voces angelicales de los chicos en una publicación oficial del estudio.
Brian Wilson.

Sin embargo, a comienzos de septiembre, se supo que la fecha concisa para la publicación del álbum sería el 31 de octubre. El conjunto discográfico fue compilado por el dúo Capitol/EMI.
Finalmente el lanzamiento se concretó el 1 de noviembre para Estados Unidos y el 31 de octubre para el Reino Unido.
El álbum doble de vinilo es una réplica de lo que hubiera sido SMiLE de haber sido publicado en su momento. La portada y contratapa son iguales al boceto del SMiLE de 1967, hasta tiene el número de catálogo que Capitol dio para el lanzamiento del disco, T 2580.

## Lista de canciones
La edición de cinco CD y cuatro discos de vinilo (dos LP con dos discos de 7")
- Unidad 1 CD

1. Our Prayer
2. Gee
3. Heroes and Villains
4. Do You Like Worms?
5. I'm in Great Shape
6. Barnyard
7. My Only Sunshine (The Old Master Painter/You Are My Sunshine)
8. Cabin Essence
9. Wonderful
10. Look (Song For Children)
11. Child is father of the man
12. Surf's Up
13. I Wanna Be Around / Workshop
14. Vega-Tables
15. Holidays
16. Wind Chimes
17. The Elements: Fire
18. The Elements: Love To Say Dada
19. Good Vibrations
20. You're Welcome (pista bonus)
21. Heroes and Villains (mezcla en estéreo) (pista bonus)
22. Heroes and Villains Sections (mezcla en estéreo) (pista bonus)
23. Vega-Tables Demo (pista bonus)
24. He Gives Speeches (pista bonus)
25. Smile Backing Vocals Montage (pista bonus)
26. Surf's Up 1967 (piano y voz) (pista bonus)
27. Sonidos psicodélicos: Brian Falls into a Piano (pista bonus)

- Unidad 2 CD

1. Our Prayer "Dialogo" 9/19/66
2. Our Prayer 10/4/66
3. Heroes and Villains: Verso (toma máster) [Heroes and Villains sesión: 10/20/66]
4. Heroes and Villains: Barnyard (toma máster) [Heroes and Villains sesión: 10/20/66]
5. Heroes and Villains: I'm in Great Shape 10/27/66
6. Heroes and Villains: Intro (versión primaria) circa 12/66
7. Heroes and Villains: Do a Lot [Heroes and Villains sesión: 1/3/67]
8. Heroes and Villains: Bag of Tricks [Heroes and Villains sesión: 1/3/67]
9. Heroes and Villains: Mission Pak [Heroes and Villains sesión: 1/3/67]
10. Heroes and Villains: Bridge to Indians [Heroes and Villains sesión: 1/3/67]
11. Heroes and Villains: Parte 1 Tag [Heroes and Villains sesión: 1/3/67]
12. Heroes and Villains: Pickup to 3rd Verse [Heroes and Villains sesión: 1/3/67]
13. Heroes and Villains: Children Were Raised [Heroes and Villains sesión: 1/27/67]
14. Heroes and Villains: Parte 2 (pista cantina) [Heroes and Villains sesión: 1/27/67]
15. Heroes and Villains: Whistling Bridge [Heroes and Villains sesión: 1/27/67]
16. Heroes and Villains: Cantina [Heroes and Villains sesión: 1/27/67]
17. Heroes and Villains: All Day [Heroes and Villains sesión: 1/27/67]
18. Heroes and Villains: Verso edición experimental Edit Experiment [Heroes and Villains sesión: 1/27/67]
19. Heroes and Villains: Preludio desvanecido [Heroes and Villains sesión: 2/15/67]
20. Heroes and Villains: tema en piano [Heroes and Villains sesión: 2/15/67]
21. Heroes and Villains: Parte 2 [Heroes and Villains sesión: 2/20/67]
22. Heroes and Villains: Parte 2 (Gee) (toma máster) [Heroes and Villains sesión: 2/20/67]
23. Heroes and Villains: Parte 2 Revised [Heroes And Villains sesión: 2/20/67]
24. Heroes and Villains: Parte 2 Revised (toma máster) [Heroes and Villains sesión: 2/20/67]
25. Heroes and Villains: Parte 3 (Animals) (toma máster) [Heroes and Villains sesión: 2/20/67]
26. Heroes and Villains: Parte 4 [Heroes and Villains sesión: 2/20/67]
27. Heroes and Villains: Parte 2 (toma máster) 2/27/67 [Heroes and Villains sesión: 2/27/67]
28. Heroes and Villains: 2/28/67 [Heroes and Villains sesión: 2/27/67]
29. Heroes and Villains: Verso [Heroes and Villains sesión: 3/1/67]
30. Heroes and Villains: Waltz Organ/Intro [Heroes and Villains sesión: 3/1/67]
31. Heroes and Villains: Coros [Heroes and Villains sesión: 6/14/67]
32. Heroes and Villains: Barbershop [Heroes and Villains sesión: 6/14/67]
33. Heroes and Villains: Children Were Raised (reedición) [Heroes and Villains sesión: 6/14/67]
34. Heroes and Villains: Children Were Raised (toma máster Obertura Mix 1) [Heroes and Villains sesión: 6/14/67]
35. Heroes and Villains: Children Were Raised (toma máster a capella) [Heroes and Villains sesión: 6/14/67]
36. Heroes and Villains demo en piano (incorporando "I'm in Great Shape" y "Barnyard") Brian con Van Dyke Parks y "Humble Harve" Miller, KHJ Radio 11/4/66 (pista bonus)
37. Sonidos psicodélicos: Brian Falls intro a Piano 11/4/66 (pista bonus)
38. Sonidos psicodélicos: Gimiendo risa 11/4/66 (pista bonus)

- Unidad 3 CD

1. Do You Like Worms: Parte 1 [Do You Like Worms (Roll Plymouth Rock) sesión: 10/18/66]
2. Do You Like Worms: Parte 2 (Bicycle Rider) [Do You Like Worms (Roll Plymouth Rock) sesión: 10/18/66]
3. Do You Like Worms: Parte 3 [Do You Like Worms (Roll Plymouth Rock) sesión: 10/18/66]
4. Do You Like Worms: Parte 4 (Bicycle Rider) [Do You Like Worms (Roll Plymouth Rock) sesión: 10/18/66]
5. Do You Like Worms: Grabaciones de ruidos bicicletas (Heroes and Villains Parte 2) 1/5/67 [Do You Like Worms (Roll Plymouth Rock) sesión: 10/18/66]
6. My Only Sunshine: Partes 1 & 2 11/14/66 [My Only Sunshine (The Old Master Painter/You Are My Sunshine)]
7. My Only Sunshine: Parte 2 (toma máster con Oberturas vocales) 2/10/67 [My Only Sunshine (The Old Master Painter/You Are My Sunshine)]
8. Cabin Essence: Verso [Cabin Essence sesión: 10/3/66]
9. Cabin Essence: Coro [Cabin Essence sesión: 10/3/66]
10. Cabin Essence: Tag [Cabin Essence sesión: 10/3/66]
11. Wonderful (Versión 1) 8/25/66
12. Wonderful (Versión 2) [Wonderful (Versión 2 "Rock With Me Henry") sesión: 1/9/67]
13. Wonderful (Versión 2 Tag) [Wonderful (Versión 2 "Rock With Me Henry") sesión: 1/9/67]
14. Wonderful (Versión 3) 4/10/67 ? [Wonderful (Versión 2 "Rock With Me Henry") sesión: 1/9/67]
15. Look 8/12/66 [Look (Song for Children)]
16. Child is Father of the Man (Versión 1) 10/7/66
17. Child is Father of the Man (Versión 2) 10/11/66
18. Surf's Up: Primer movimiento 11/4/66
19. Surf's Up: Talking Horns 11/7/66
20. Surf's Up: demo en piano (toma máster) 12/15/66
21. I Wanna be Around 11/29/66 [I Wanna be Around/Workshop (Friday Night)]
22. Vegetables: Verso (toma máster) 4/4 - 4/11/67 [Vega-Tables (Vegetables) sesión: 4/4-4/11/67]
23. Vegetables: Dormir mucho (coro) [Vega-Tables (Vegetables) sesión: 4/4-4/11/67]
24. Vegetables: Coro 1 (toma máster) [Vega-Tables (Vegetables) sesión: 4/4-4/11/67]
25. Vegetables: Coro 2 (toma máster y coros) [Vega-Tables (Vegetables) sesión: 4/4-4/11/67]
26. Vegetables: Insertar (Parte 4) (toma máster) [Vega-Tables (Vegetables) sesión: 4/4-4/11/67]

- Unidad 4 CD

1. Vegetables: fundido 4/12/67 [Vega-Tables (Vegetables) (continued)]
2. Vegetables: balada 4/14/67 [Vega-Tables (Vegetables) (continued)]
3. Holidays 9/8/66
4. Wind Chimes (Versión 1) 8/3/66
5. Wind Chimes (Versión 2) [Wind Chimes (Versión 2) sesión: 10/5/66]
6. Wind Chimes (Versión 2 Tag) [Wind Chimes (Versión 2) sesión: 10/5/66]
7. The Elements: Fire 11/28/66 [The Elements: Fire (Mrs. O'Leary's Cow)]
8. Da Da (Grabando las cuerdas del piano) [Love to Say Dada/Cool, Cool Water; Da Da sesión: 12/22/66]
9. Da Da (Fender Rhodes) [Love to Say Dada/Cool, Cool Water; Da Da Session: 12/22/66]
10. Love To Say Dada: Parte 1 5/16/67 [Love to Say Dada sesiones: 5/16-5/18/67]
11. Love To Say Dada: Parte 2 5/17/67 [Love To Say Dada sesiones: 5/16-5/18/67]
12. Love To Say Dada: Parte 2 (toma máster) 5/17/67 [Love To Say Dada sesiones: 5/16-5/18/67]
13. Love To Say Dada: Parte 2 (segundo día) 5/18/67 [Love To Say Dada sesiones: 5/16-5/18/67]
14. Cool, Cool Water (Versión 1) 6/7/67
15. Cool, Cool Water (Versión 2) 10/26/67 & 10/29/67
16. You're Welcome 12/15/66 [SMILE sesiones adicionales]
17. You're With Me Tonight 6/6-6/7/67 [SMILE sesiones adicionales]
18. Tune X (Carl Wilson) 3/3/67-3/31/67 [SMILE sesiones adicionales]
19. I Don't Know (Dennis Wilson) 1/12/67 [SMILE sesiones adicionales]
20. Three Blind Mice 10/15/65 [SMILE sesiones adicionales]
21. Teeter Totter Love (Jasper Dailey) 1/25/67 & 2/9/67 [SMILE sesiones adicionales]
22. Sonidos psicodélicos - canto bajo el agua 11/4/66 (pista bonus)
23. Hal Blaine Vega-Tables Sesión de promoción 11/11/66 (pista bonus)
24. Heroes and Villains: principio de las sesiones 1/67 - 2/67 (pista bonus)

- Unidad 5 CD

1. Good Vibrations: Gold Star 2/18/66 (The Pet Sounds Session)
2. Good Vibrations: Gold Star 4/9/66
3. Good Vibrations: Western 5/4/66 (Primer coro)
4. Good Vibrations: Western 5/4/66 (segundo coro)
5. Good Vibrations: Sunset Sound 5/24/66 (Parte 1)
6. Good Vibrations: Sunset Sound 5/24/66 (Partes 2 & 3)
7. Good Vibrations: Sunset Sound 5/24/66 (Parte 4)
8. Good Vibrations: Western 5/27/66 (Parte C)
9. Good Vibrations: Western 5/27/66 (coro)
10. Good Vibrations: Western 5/27/66 (secuencia de fundido)
11. Good Vibrations (Inspiración): Western 6/2/66 (Parte 1)
12. Good Vibrations (Inspiración): Western 6/2/66 (Parte 3)
13. Good Vibrations (Inspiración): Western 6/2/66 (Parte 4)
14. Good Vibrations: Western 6/16/66 (Parte 1)
15. Good Vibrations: Western 6/16/66 (Parte 2 & verso)
16. Good Vibrations: Western 6/16/66 (Parte 2)
17. Good Vibrations: Western 6/18/66 (Parte 1)
18. Good Vibrations: Western 6/18/66 (Parte 2)
19. Good Vibrations (persuasión): Western 9/1/66
20. Good Vibrations: Western 9/1/66 (nuevo puente)
21. Good Vibrations: sesión máster
22. Good Vibrations versión de sencillo en estéreo
23. Good Good Good Vibrations (primera versión con oberturas) 3/66
24. Good Vibrations: edición alternativa 8/24/66

- Unidad 6 LP

- Lado A

1. Our Prayer
2. Gee (Side One)
3. Heroes and Villains
4. Do You Like Worms (Roll Plymouth Rock)
5. I'm in Great Shape
6. Barnyard
7. The Old Master Painter/You Are My Sunshine
8. Cabin Essence

- Lado B

1. Wonderful
2. Look (Song for Children)
3. Child is Father of the Man
4. Surf's Up

- Unidad 7 LP

- Lado A

1. I Wanna Be Around/Workshop
2. Vega-Tables
3. Holidays
4. Wind Chimes
5. Fire (Mrs. O'Leary's Cow)
6. Love to Say Dada
7. Good Vibrations

- Lado B

1. Your Welcome - Mezcla en estéreo
2. Vega-Tables - Mezcla en estéreo
3. Wind Chimes - Mezcla en estéreo
4. Cabin Essence - Mezcla en estéreo
5. Surf's Up - Extracto de sesión en estéreo

- Unidad 8 Heroes and Villains en 45 RPM

- Lado A

1. Heroes and Villains Parte 1

- Lado B

1. Heroes and Villains Parte 2

- Unidad 9 Vega-Tables en 45 RPM

- Lado A

1. Vega-Tables

- Lado B

1. Surf's Up

### Citas
1. ↑  «The Smile Sessions» (en inglés). Allmusic. Consultado el 5 de octubre de 2011.
2. ↑  «The Smile Sessions Box Set» (en inglés). Rolling Stones.
3. ↑  «The Beach Boys - The Smile Sessions»
4. ↑  «The men behind the ‘SMiLE’ and how a fabled Beach Boys album finally made it onto Billboard 200 album chart»
5. ↑  «The Smile Sessions» Chartstats
6. ↑  Juan Rebenaque. (7 de febrero de 2011). «¿Se publicará el Smile de The Beach Boys? Archivado el 20 de septiembre de 2013 en Wayback Machine.» ZonaMusical. Consultado el 10 de febrero de 2011.
7. ↑  (2 de febrero de 2011). «'Smile' de The Beach Boys podría ver finalmente la luz» (en inglés). Futuro. Consultado el 12 de febrero de 2011.
8. ↑  Juan Rebenaque. (12 de marzo de 2011). «Este año verá la luz el disco “perdido” de The Beach Boys Archivado el 13 de septiembre de 2011 en Wayback Machine.» (en español). Zona Musical. Consultado el 12 de marzo de 2011.
9. ↑  (15 de marzo de 2011). «Será lanzado el álbum original “Smile” de Beach Boys Archivado el 3 de abril de 2016 en Wayback Machine.» (en español). Indie Hearts. Consultado el 15 de marzo de 2011.
10. ↑  Fernando Bogado. (14 de marzo de 2011). «Por fin: Smile, álbum perdido de The Beach Boys, sale este año» (en español). Cuchara Sónica. Consultado el 19 de marzo de 2011.
11. ↑  (1 de septiembre de 2011). «Álbum de los Beach Boys saldrá al mercado 44 años después» (en español). BBC. Consultado el 2 de septiembre de 2011.
12. ↑  «'Smile', el Santo Grial pop» El Periodico de Aragon.